# Nehoda lanové dráhy v Cavalese 1976
První nehoda kabinové visuté lanové dráhy u města Cavalese v Itálii se stala 9. března 1976 v 17.15 h. Z úpatí pod Alpe Cermis do Cavalese sjížděla lanovka s 43 turisty. Náhle prasklo lano v blízkosti botky na podpěře lanovky a téměř 3 tuny vážící kabina se zřítila z výšky 60 m do údolí a poté byla tažena tažným lanem po zemi dalších 100-200 metrů. Při nehodě zemřelo 42 turistů z kabiny, přežila pouze čtrnáctiletá dívka z Milána, díky tomu, že náraz utlumila těla dalších cestujících. Později byl na místě nehody nalezen mrtvý již dříve pohřešovaný muž z Benátek. Počtem obětí je událost nejtragičtější nehodou lanové dráhy v historii.
Vyšetřování nedokázalo jednoznačně určit viníka nehody. Původně obviněný strojník byl propuštěn z vazby poté, co se prokázalo, že revizní technik požadoval kontrolu lana i na místech, kde těsně spočívá na botkách. Správa lanovky to ale nepovolila, protože taková kontrola by vyžadovala na několik dnů uprostřed sezóny přerušit provoz.

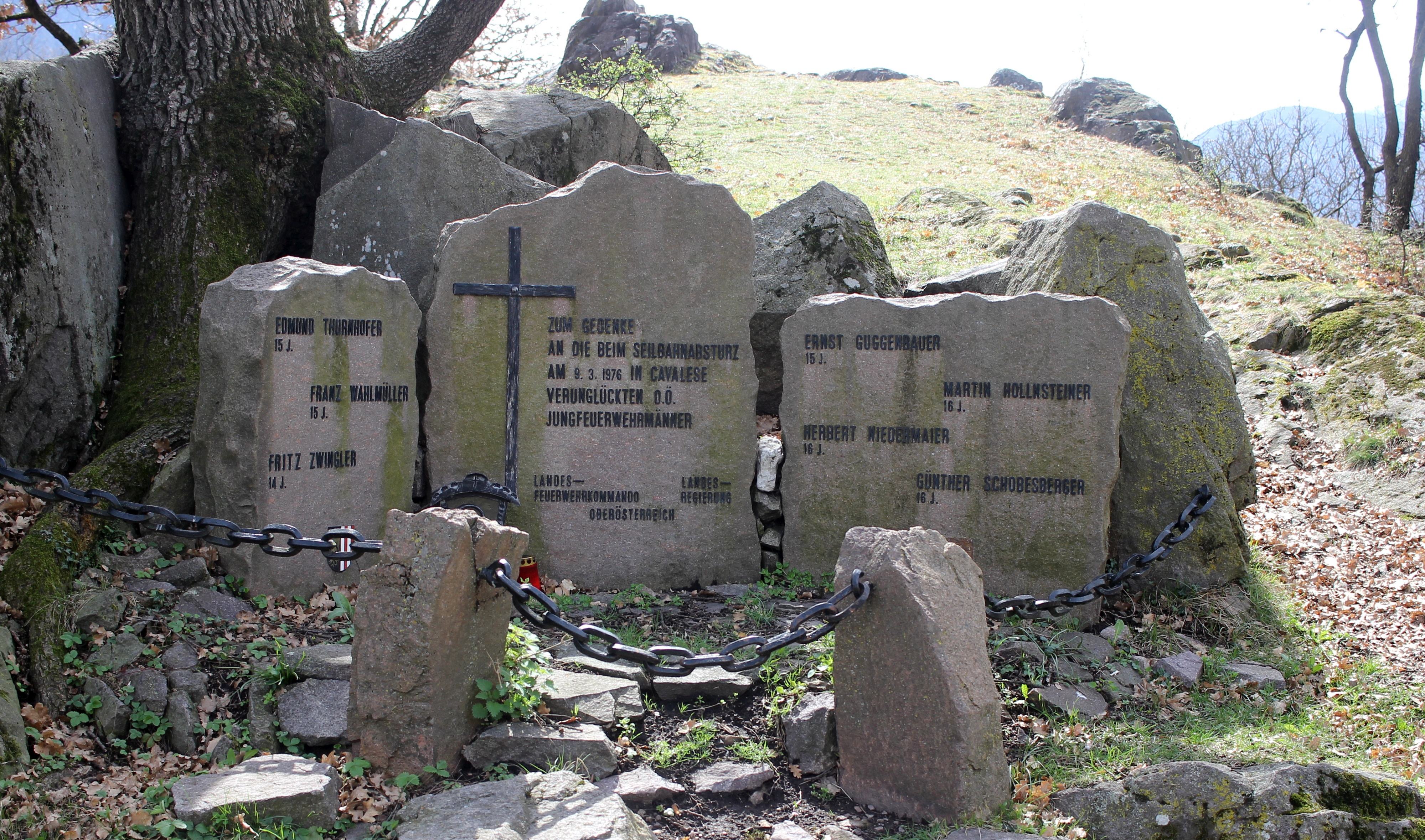
Pomník obětem nehody

Další verze říkala, že mohlo dojít k rozkmitání a překřížení lan. Podle výpočtů bylo tažné lano schopné přeříznout nosné lano během sedmi sekund.